# Anomala ceramica
Anomala ceramica är en skalbaggsart som beskrevs av Ohaus 1936. Anomala ceramica ingår i släktet Anomala och familjen Rutelidae. Inga underarter finns listade i Catalogue of Life.